# نادي بيرمازنز
نادي بيرمازنز هو نادي كرة قدم ألماني أٌسس عام 1903. يلعب النادي في Oberliga Rheinland-Pfalz/Saar ‏.